# 户撒河

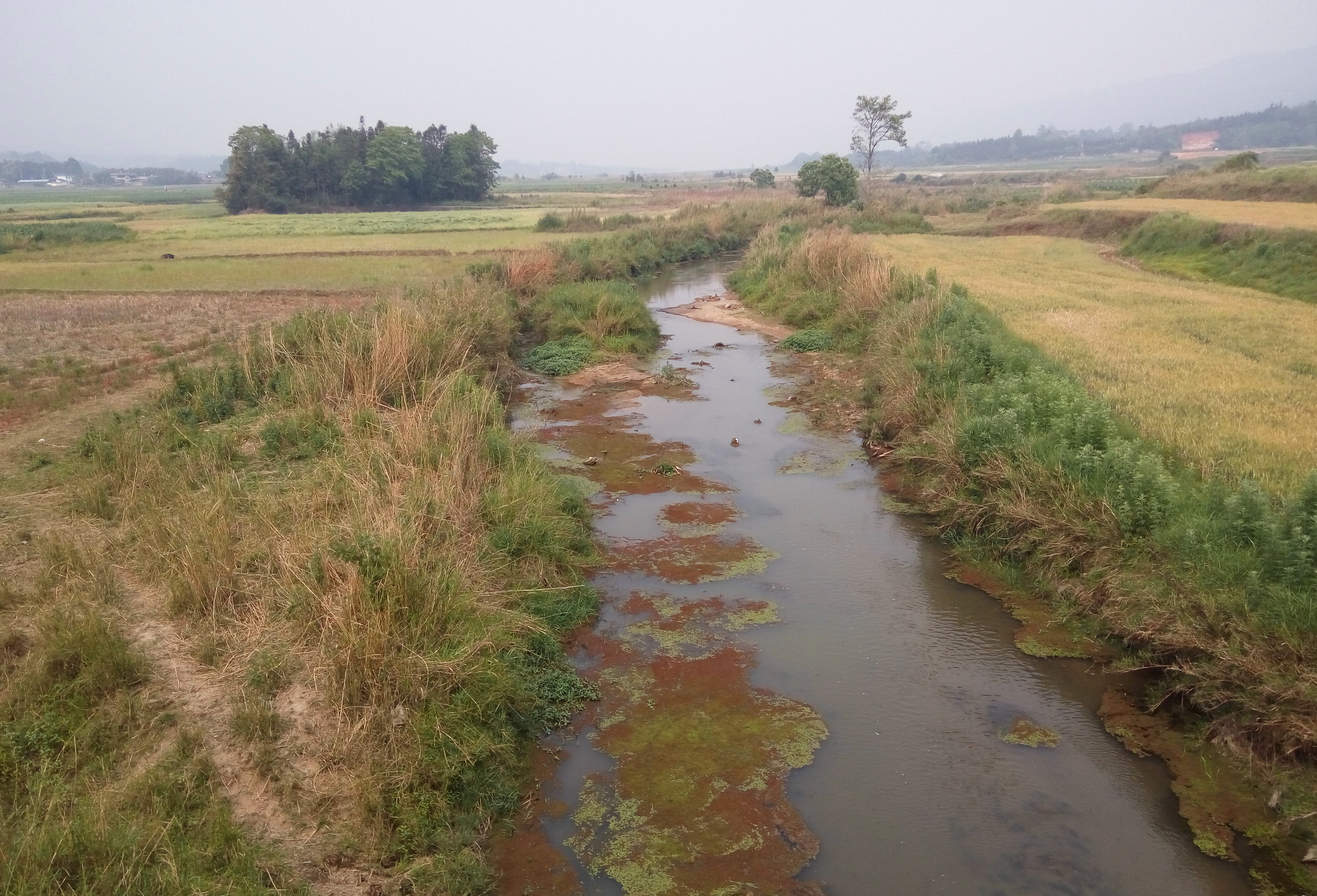
流经户撒坝子的户撒河。

户撒河，位于中国云南省西南部，是大盈江左岸支流。发源于陇川县户撒阿昌族乡曼捧村地方头，源流高程1900米，自东北向西南流经地方头水库、户撒坝，过腊撒村后转西北流，进入峡谷地带，于盈江县弄璋镇芒线村西南，大盈江一级水电站下游约200米处汇入大盈江。河长40.5千米，流域面积265平方千米。落差1720米。多年平均流量11.8立方米每秒。下游建有5座梯级水电站，总装机容量3.67万千瓦。户撒河流域核心区域为阿昌族聚居地，出产著名的户撒刀。